# 五月町 (福島市)
五月町（さつきちょう）は、福島県福島市の町名。丁番を持たない単独町名である。郵便番号は960-8061。

## 地理
市の本庁所管にあたる中央東地域に属する。福島駅東口の駅前繁華街から南方に位置する。東西はJR東北本線から旧奥州街道の西に平行する福島市道早稲町清明町4号線（西裡通り）にかけての約300m、南北は福島市道矢剣町鳥谷下町線から福島市道中町太田町線（一番丁通り）にかけての約250mの範囲を町域とする。北で早稲町、北東で中町、南東で荒町、南で清明町、東北本線を挟んで北西で太田町、南西で矢剣町と隣接する。また、町域北西端にて福島駅構内を町域に含む栄町とごくわずかに接する。町域は主に住宅地が広がり、東端の西裡通り沿いには浄土真宗康善寺、浄土宗誓願寺が立ち並び、寺町の面影を残している。上町に所在する 福島警察署及び天神町に所在する福島消防署のそれぞれ管轄にあたる。

## 歴史
江戸時代以前の福島城下町だった頃は「西裡」と呼ばれる奥州街道西方の裏側に位置した寺町の中の一つであり、1897年に字名変更が行われ、西裡通二丁目、西裡、清明塚と呼ばれていた区域を再編し五月町となった。1964年に住居表示が施工された。

## 世帯数と人口
2020年（令和2年）9月30日現在の世帯数と人口は以下の通りである。
| 町丁   | 世帯数  | 人口  |
| ------ | ------- | ----- |
| 五月町 | 222世帯 | 410人 |

## 交通

### 鉄道
- JR東北本線 - 町域内に駅は設置されていない。最寄り駅は福島駅になる。
- 福島市道早稲町清明町1号線（JR福島駅東口から続く目抜き通りである）
- 福島市道早稲町清明町4号線（西裡通り）
- 福島市道矢剣町鳥谷下町線（天神橋通り）
  - 矢剣ガード
- 福島市道中町太田町線（一番丁通り）
  - 福島交通市内循環2コース一番丁商店街バス停
  - 太田町ガード

## 施設
- 康善寺
- 誓願寺
- 福島県酪農業協同組合
- 福島県建設センター
- セブンイレブン福島五月町店
- クリーニング専科福島五月町店
- たまのやこころ斎苑さつき